# Старостин, Альберт Иванович
Альберт Иванович Старостин (1931—2001) — советский и российский учёный и педагог в области математики, организатор науки, доктор физико-математических наук (1969), профессор (1971). Ведущий научный сотрудник ИММ УрО РАН (1994—2001).
Создатель Уральской научной школы по теории конечных групп.

## Биография
Родился 24 декабря 1931 года в городе Сысерти Уральской области.
С 1949 по 1954 годы проходил обучение на физико-математическом факультете Уральского государственного университета, по окончании которого получил специализацию математика. С 1954 по 1957 годы обучался в аспирантуре по кафедре математики, был учеником основателя уральской алгебраической школы П. Г. Конторович.
С 1957 года начал свою педагогическую деятельность на механико-математическом факультете Уральского государственного университета: с 1957 по 1994 годы, в течение тридцати семи лет, работал в должностях — ассистента, старшего преподавателя, доцента и профессора, читал курс лекций по специальным и общим вопросам высшей математики.
С 1968 года начал свою научно-исследовательскую работу в Институте математики и механики УрО РАН: с 1968 по 1972 годы — заместитель директора по науке и одновременно с 1965 по 1992 годы — заведующий Отделом алгебры и топологии. С 1994 по 2001 годы — ведущий научный сотрудник ИММ УрО РАН.
В 1960 году защитил диссертацию на соискание учёной степени — кандидата физико-математических наук, в 1969 году — доктора физико-математических наук. В 1971 году присвоено учёное звание — профессора.
Основные научные исследования А. И. Старостина были в области изучения теории групп, под его руководством была разработана теория расщепления локально-конечных групп и получены абстрактные характеризации различных классов этих групп. Являлся автором более пятидесяти научных трудов, им подготовлено семнадцать кандидатов и докторов наук. В 1971 году Указом Президиума Верховного Совета СССР «За заслуги в научной деятельности» был награждён Орденом Трудового Красного Знамени.
Скончался 26 ноября 2001 года в Екатеринбурге. Похоронен на городском кладбище Сысерти.

## Основные труды
Основной источник:
- Старостин А. И. Об одном классе периодических групп / Успехи мат. наук. № 4., Т. 9, 1954. — С.225-228.
- Старостин А. И. Периодические локально разрешимые вполне расщепляемые группы / Успехи мат. наук. № 3., Т. 13, 1958. — С.228
- Старостин А. И. О локально конечных группах с вполне расщепляемым ядром / Успехи мат. наук. № 5., Т. 14, 1959. — С.232
- Старостин А. И. О не вполне расщепляемых группах, все подгруппы которых вполне расщепляемы / Урал. ун-т. Вып. № 1., Вып. 23, 1959. — С.22-28
- Старостин А. И. Строение вполне расщепляемого ядра локально конечных групп / Урал. ун-т. № 1., Вып. 23, 1959. — С.29-34
- Старостин А. И. О расщеплениях в периодических группах / УрГУ. Свердловск, 1960.
- Старостин А. И. Периодические локально разрешимые вполне расщепляемые группы / Изв. вузов. Математика. № 2 (15). 1960. — С.168-177
- Старостин А. И. Структурные вопросы теории групп / УрГУ. тетр. 1., Т. 3, 1961. — С. 3-50
- Старостин А. И. О силовских базах бесконечных групп / Сиб. мат. журн. № 2., Т. 3, 1962. — С. 273—279
- Старостин А. И. О локально конечных расщепляемых группах: доклад на IV Всесоюзном совещании по общей алгебре / Успехи мат. наук. № 6., Т. 17, Киев: 1962. — С.227
- Старостин А. И. Конечные нерасщепляемые группы, все подгруппы которых обладают абелевым расщеплением / УрГУ. Т. 4, 1963. — С. 22-31
- Старостин А. И. О конечных нерасщепляемых группах, все подгруппы которых обладают нильпотентным расщеплением: доклад V Всесоюзного коллоквиума по общей алгебре / Новосибирск, 1963. — С.12
- Старостин А. И. О расщепляемых локально конечных группах / Мат. сб. № 3., Т. 62, 1963. — С.275-294
- Старостин А. И. О холловских подгруппах одного класса инвариантно покрываемых групп / Сиб. мат. журн. № 2., Т. 4, 1963. — С.359-376
- Старостин А. И. О конечных группах с одним централизаторным условием: доклады III Сибирской конференции по математике и механике / Томск: Том. ун-т, 1964. — С.239-240
- Старостин А. И. Об одном классе инвариантно покрываемых бесконечных групп: доклад на IV Всесоюзном математическом съезде / Т. 2. Л.: Наука, 1964. — С.47
- Старостин А. И. О группах с расщепляемыми с расщепляемыми централизаторами / Изв. АН СССР. № 3., Т. 29, 1965. — С.605-614
- Старостин А. И. О конечных группах, близких к расщепляемым: доклады на VII Всесоюзном коллоквиуме по общей алгебре / Кишинев, 1965. — С.99
- Старостин А. И. Квазирасщепляемые группы: доклады II Всесоюзного симпозиума по теории групп / Батуми — Тбилиси, 1967. — С.42-44
- Старостин А. И. О минимальных конечных группах, не обладающих данным свойством: доклады XXV Научной педагогической конференции педагогических вузов Урала / Свердловск, 1967. — С.29-30
- Старостин А. И. О группах Фробениуса / Укр. мат. журн. № 5. Т. 23, 1971. — С.629-639
- Старостин А. И. XII Всесоюзный алгебраический коллоквиум / Успехи мат. наук. № 3. Т. 29, 1974. — С.251-255
- Старостин А. И. Конечные группы с девятью классами сопряженных элементов: доклады Всесоюзного алгебраического симпозиума / Гомель, Ч. 1. 1975. — С.48
- Старостин А. И. Локально конечные группы с дополняемыми бипримарными циклическими подгруппами / Изв. вузов. Матем., № 11, 1982. — С.43-53
- Старостин А. И. Конечные группы / Итоги науки и техн. — № 24. — 1986. — С.3-120
- Старостин А. И. Конечные две группы с циклической подгруппой Фраттини /Труды ИММ УрО РАН. — № 3. — 1995. — С.60-64

## Награды
Основной источник:
- Орден Трудового Красного Знамени (1971)